# Gluviopsilla discolor
Gluviopsilla discolor är en spindeldjursart som beskrevs av Roewer 1933. Gluviopsilla discolor ingår i släktet Gluviopsilla och familjen Daesiidae. Inga underarter finns listade i Catalogue of Life.